# 阿勒费尔德-比斯滕塞
阿勒费尔德-比斯滕塞（德語：Ahlefeld-Bistensee）是德国石勒苏益格－荷尔斯泰因州的一个市镇。总面积10.04平方公里，总人口483人，其中男性233人，女性250人（2011年12月31日），人口密度48人/平方公里。